# San Francisco Examiner
El San Francisco Examiner (en su versión impresa The Examiner) es un periódico publicado en San Francisco, California, Estados Unidos, desde 1863.

## Historia

### Fundación
El comienzo del Examiner es un asunto controvertido. A menudo se da 1865 como su fecha de fundación, pero el antiguo columnista del Examiner P.J. Corkery escribió que su primer número se imprimió realmente el 20 de octubre de 1863, con el nombre de The Daily Democratic Press, aunque sólo el 12 de junio de 1865 empezó a aparecer como The Examiner. La razón, según él, fue el asesinato de Abraham Lincoln, el 15 de abril de 1865.
Cuando la noticia del asesinato llegó a San Francisco, ciudadanos enfurecidos asaltaron e incendiaron las oficinas del diario, que había sido partidario de la Confederación y de la esclavitud. Por ese motivo, los propietarios del periódico procuraron un cambio de imagen, que incluyó un nuevo nombre para el diario.

### William Randolph Hearst
En 1880 el diario fue adquirido por el empresario de minas y otras labores George Hearst. Hearst había prestado importantes sumas de dinero a los propietarios del Examiner (buscando así, en la práctica, comprar apoyos para su carrera política), y cuando estos no pudieron afrontar las deudas, le vendieron el diario a Hearst, quien, sin embargo, no sabía demasiado bien qué hacer con él.
Siete años más tarde, en 1887, el nuevo propietario confió la gestión del diario a su hijo, William Randolph Hearst, que tenía entonces 23 años y acababa de concluir sus estudios en Harvard. La anécdota que cuenta que Hearst ganó el periódico en una partida de póker es puramente legendaria, según explica Corkery, aunque algunas fuentes continúan sosteniendo esta afirmación.
William Randolph Hearst se convirtió en el nuevo propietario y editor del diario el 4 de marzo de 1887. Seis semanas más tarde, se declaraba un incendio en el Hotel Del Monte de Monterrey. Hearst aprovechó este suceso para definir la nueva línea editorial que quería darle al Examiner, marcadamente sensacionalista: fletó un tren lleno de periodistas para que informaran de lo ocurrido desde el lugar de los hechos, y sacó una edición especial con llamativos titulares. La tirada del diario aumentó espectacularmente, de 5.000 a 55.000 ejemplares en 1889, cuando Hearst añadió orgullosamente como subtítulo del Examiner: "The Monarch of the Dailies" ("El Rey de los Diarios").
El éxito del Examiner permitió a Hearst convertirse en un auténtico magnate de la prensa, rivalizando con Joseph Pulitzer: en 1895 se haría también con el control del New York Morning Journal, y en 1896 lanzaría el Evening Journal. En cuanto al Examiner, su popularidad aumentó rápidamente, gracias en gran medida a contar entre sus colaboradores con autores de la talla de Ambrose Bierce, Mark Twain y Jack London. El sensacionalismo del diario hizo que sus ventas continuaran incrementándose, y se convirtió en un eficaz instrumento de apoyo a causas políticas como la guerra contra España y la posterior anexión de Filipinas.

### SiglosXXyXXI
Durante el terremoto de San Francisco de 1906, Las oficinas del Examiner quedaron destruidas. El Examiner y sus rivales (el San Francisco Chronicle y el San Francisco Call) comenzaron a editarse de forma conjunta. Cuando la ciudad fue reconstruida, se levantó el Edificio Hearst entre las calles Tercera y Market. Abrió en 1909, y en 1937 la fachada, la puerta de entrada y el vestíbulo fueron remodelados por la célebre arquitecta Julia Morgan.
Desde 1965 y durante 35 años, el San Francisco Chronicle and Examiner se publicó bajo un acuerdo de operación conjunta, según el cual el Chronicle aparecía por la mañana y el Examiner por la tarde. Cuando Chronicle Publishing Company se deshizo de sus acciones, la Hearst Corporation adquirió el Chronicle. Para evitar las leyes antitrust, Hearst transfirió la propiedad del Examiner a ExIn, LLC, una empresa perteneciente a la familia Fang, propietaria también del diario nacional AsianWeek.. El último día en que el diario fue publicado por Hearst fue el 21 de noviembre de 2000.
Los Fang fueron criticados por su partidismo. Por otro lado, el Examiner fue elogiado por su cobertura de la política local.